# Carol Iosif al Austriei (1745-1761)
Arhiducele Carol Iosif al Austriei (1 februarie 1745 – 18 ianuarie 1761) a fost al doilea fiu al împăratului romano-german Francisc I și a împărătesei Maria Tereza a Austriei.
Carol Iosif a fost fiul favorit al Mariei Tereza și a lui Francisc. Este cunoscut că și-a urât fratele mai mic, viitorul împărat romano-german, Leopold al II-lea. 
Rivalitatea dintre frați a dispărut prin moartea de variolă a lui Carol Iosif la vârsta de aproape 16 ani.